# Lucio Casio Hemina
Lucio Casio Hémina  fue un escritor y analista romano del siglo II a. C., miembro de la gens Casia.
Se sabe poco de su vida. En torno al año 146 a. C., entre la muerte de Terencio y la revolución de los Gracos, escribió unos anales históricos en latín desde los orígenes de Roma a su época. Sus anales siguen el modelo de Catón el Viejo y están divididos en cuatro libros.